# Identité européenne de sécurité et de défense

Carte montrant les États membres de l'Union européenne et ceux de l'OTAN :
États uniquement membres de l'UE
États uniquement membres de l'OTAN
États membres des deux

L’identité européenne de sécurité et de défense (IESD, ou en anglais European Security and Defense Identity, ESDI) est un accord de partenariat stratégique établi en décembre 2002 entre l'Union européenne et l'OTAN, destiné à intervenir et coordonner les actions dans la gestion de crises en Europe, dans des situations pour lesquelles les États-Unis (ou des pays non européens de l'Alliance atlantique comme le Canada ou des pays dont l'identité européenne est parfois contestée comme la Turquie) ne souhaiteraient pas intervenir directement, tout en permettant la participation d'autres pays européens non membres de l'OTAN mais signataires d'un accord de coopération avec l'OTAN dans le cadre du « Partenariat pour la paix » (PPP), des pays qui comprennent aussi d'autres membres de l'Union européenne ou candidats à l'adhésion à l'Union ou disposant d'accords de coopération en matière de défense commune avec l'Union ou certains de ses membres.
Au sein de l'OTAN, l'ESDI a été présenté comme une initiative visant à rééquilibrer les rôles et les responsabilités respectifs de l'Europe et de l'Amérique du Nord. Les arrangements initiaux conclus par l'OTAN avec l'Union de l'Europe occidentale pour des opérations dirigées par l'Europe utilisant les moyens et les capacités de l'OTAN sont désormais assumés par l'Union européenne. Une partie essentielle du développement de l'IESD est l'amélioration des capacités européennes. 
L'accord permet de doter l'Union européenne d'un accès aux instruments de l'OTAN pour la planification et la gestion de la logistique nécessaires à ses opérations de défense, que ce soit dans le cadre des interventions extérieures dans des conflits où sa responsabilité serait engagée au moins politiquement, ou en matière de renseignement et de prévention des crises et conflits ou de leur extension possible sur le territoire de l'Union.

## Contexte historique
Lors des sanglants conflits armés ayant conduit à l'éclatement de l'ancienne Yougoslavie, il est apparu clairement que de tels affrontements armés menaçaient directement la sécurité en Europe ou parmi les autres partenaires de l'Alliance Atlantique. De tels désordres tant politiques qu'économiques et humains ont mobilisé les opinions des pays européens, où résident également de nombreux ressortissants issus des nationalités en conflits.
De tels conflits aux frontières de l'Union ne peuvent être circonscrits aux seules frontières des pays directement engagés, et divers accords de coopération de défense historiques étaient devenus inapplicables, faute d'interlocuteur responsable. De plus ces conflits ont été accompagnés de divers trafics (notamment d'armes, ou d'influence, ou trafic de capitaux illicites ou détournés) et déplacements de populations (y compris réfugiées fuyant les conflits ou la misère économique que ceux-ci engendrent) qui menaçaient la stabilité politique et économique des pays voisins tenus alors d'intervenir mais de façon non concertée, coûteuse, et souvent contradictoire car sans objectif commun, ni moyens communs de concertation et de négociation avec les belligérants, ou de gestion logistique des moyens engagés lors des crises.
L'éclatement de l'ex-Yougoslavie s'est ainsi faite de façon désordonnée sur la base de frontières obtenues par les armes, ou d'anciennes frontières historiques qui ne tenaient plus compte de la réalité des populations en présence. Si l'indépendance de la Slovénie a pu se faire assez rapidement sans trop de difficulté (car elle n'a pas cherché à s'engager dans ces conflits), il n'en a pas été de même pour le conflit très ancien ayant opposé Croates et Serbes. Cependant, en Bosnie-Herzégovine, où les différentes nationalités en présence sont plus diversifiées, la question du règlement par une division de frontière n'a pas de solution simple : le conflit armé s'éternisait, s'enlisait politiquement, et n'aurait pas trouvé de solution sans une intervention extérieure forte. De plus l'opinion européenne était fortement mobilisée contre les mouvements de population et ne voulait pas voir des conflits nationaux extérieurs dégénérer en conflits interethniques entre résidents dans leurs propres pays mais originaires de ces régions en conflit.
Cependant une intervention directe par un pays isolé dans un conflit intérieur n'est évidemment pas acceptable (y compris sur le plan du droit international) car le conflit résultait déjà de l'intervention d'une puissance militaire dominante en place face à des minorités qui manifestaient tout aussi violemment leur volonté d'indépendance : personne ne semblait pouvoir céder sur le terrain, les uns et les autres s'accusant de crimes (qui par ailleurs ont bien été commis par divers éléments plus ou moins isolés des différentes parties en conflit), et ne pouvant accepter légitimement l'ingérence extérieure sans contrepartie acceptable. Dans les faits, les responsabilités des uns et des autres ne pouvaient pas être établies sereinement car il n'existait pas de lieu de concertation neutre, et l'ancien droit en vigueur n'était plus reconnu par aucune des parties en présence.
En absence de tout droit, de tels conflits n'avaient pas d'autres issues que celle de la force, et forcément des abus contre les populations concernées. En laissant faire, le débordement du conflit hors de sa zone d'origine serait devenu inévitable, un risque évident bien compris en Europe qui en a tant souffert dans son histoire, et que seule une action concertée efficace peut prévenir ou au moins contenir.

## La proposition américaine du «pilier européen de défense»
Aussi les États-Unis n'ont pas souhaité intervenir directement en ex-Yougoslavie. Bill Clinton, alors président des États-Unis, a proposé à l'Union européenne de prendre en charge directement la gestion de ces conflits qui se situaient justement au cœur même de son territoire (et de son extension future alors déjà engagée), dans une zone hautement stratégique pour elle, et dont les nations naissantes promus en États reconnus ont montré le désir d'adhérer rapidement à l'Union et négocient déjà les conditions de leur adhésion future à l'Union.
D'ailleurs des conflits anciens sont souvent réapparus depuis la fin de l'opposition des blocs Est-Ouest, essaimant dans différentes régions. La multiplication de ces petits conflits locaux ne permet plus à un seul pays, même le plus puissant, d'intervenir partout efficacement ; cependant des coopérations régionales sont mieux à même de les prévenir ou à défaut les stabiliser pour éviter leurs extensions, tout en évitant la dispersion des efforts de maintien de la sécurité.
D'une façon générale, les États-Unis ont reconnu que les conflits en Europe seraient mieux gérés et résolus avec des solutions mieux concertées et acceptées si les solutions venaient d'une sorte de « pilier européen de défense » au sein de l'OTAN (qui était également déjà engagé dans une réorganisation complète de son fonctionnement depuis la fin du pacte de Varsovie et de la guerre froide) prenant en compte les changements stratégiques majeurs qu'une profonde réorganisation du paysage politique européen a entrainé. L'OTAN lui-même voyait ses objectifs modifiés considérablement puisqu'il ne s'agissait plus de défendre une partie de l'Europe contre une autre, mais aider maintenant les deux parties à cohabiter et s'allier, notamment pour gérer de nouvelles crises majeures situées aux portes de l'Europe (notamment en Asie centrale et au Moyen-Orient, mais aussi parfois sur d'autres terrains difficiles, notamment en Afrique où il n'existe pas encore de force concertée assez puissante pour prévenir ou stabiliser les conflits).
L'idée de « pilier européen » n'est pas nouvelle (l'expression figure même dans la définition même des institutions de l'Union européenne), puisque de nombreux pays de l'Union européenne (y compris, et à commencer par la France, qui ne faisait pourtant plus partie du commandement stratégique de l'OTAN depuis les années 1960) ont manifesté depuis longtemps la création de ce pilier de défense commune, sans toutefois parvenir à lui consacrer assez de moyens pour que celui-ci puisse intervenir ailleurs qu'au sein des seuls rares pays signataires d'accords multilatéraux (par exemple en matière de coopération et programmes de développement, formation et équipements militaires, moyens de renseignement, ou certaines unités armées souvent uniquement bilatérales comme l'Eurocorps franco-allemand, qui s'est cependant étendu depuis à d'autres pays européens, mais de façon encore trop limitée pour constituer une force opérationnelle efficacement déployable seule sur des territoires extérieurs, sans les moyens fournis par un pilier commun et permanent de gestion des crises).

## Les objectifs fixés par les États-Unis
L'idée n'est pas d'empêcher les Européens de développer une force autonome : s'ils parviennent à développer une telle capacité intégrée capable de se connecter et travailler avec les systèmes de l'OTAN et des États-Unis, tout en ayant la possibilité d'utiliser cette force de façon autonome, alors il n'y a pas d'incompatibilité entre les deux programmes de défense mis en œuvre par l'OTAN ou par l'Union, et en fait cela renforcera la capacité opérationnelle de l'Alliance à intervenir efficacement et rapidement en cas de crise, tout en réduisant leurs coûts économiques et politiques. Pour y parvenir, il est nécessaire d'établir les bases d'une coopération saine mais forte, et disposant d'une réelle capacité de décision et de transparence dans les politiques mises en œuvre entre l'OTAN et l'UE, et s'assurer qu'elles sont effectivement bien dirigées avec une ligne de conduite claire.
Ainsi, l'IESD a été définie principalement pour renforcer la sécurité générale en Europe, construire des relations transatlantiques plus fortes et plus saines, et renforcer la capacité de l'OTAN à traiter plus efficacement les crises en Europe et au-delà de ses frontières, et parvenir à résoudre six grosses difficultés :
- le lien entre l'OTAN et l'Union européenne manque encore de consistance, le danger étant que les deux institutions s'enferment dans des disputes bureaucratiques et juridictionnelles alors qu'une crise éclaterait et deviendrait hors de contrôle ; aussi au sommet de l'OTAN à Helsinki, il avait été décidé en 2000 que l'Union européenne n'interviendrait que « quand l'OTAN en entier n'est pas impliqué », cependant le processus de décision n'était pas clairement défini, et la France voulait résister à l'établissement d'un lien fort entre l'Union et l'OTAN ;
- il est nécessaire de s'assurer que la mise en œuvre de l'IESD ne fasse pas de discrimination envers les pays membres de l'Alliance qui ne sont pas membres de l'Union européenne, et qui doivent continuer à être consultés et impliqués dans les processus de décision. Cela concerne notamment la Turquie, la Norvège, l'Islande et les nouveaux pays d'Europe centrale membres de l'OTAN et non encore membres de l'Union ;
- la capacité des Européens à se doter effectivement des moyens nécessaires est la plus sérieuse limite envisagée par les États-Unis, qui ressentent que les Européens sont davantage prêts à se concentrer sur les institutions qu'à construire effectivement les facilités militaires nécessaires à la gestion des crises. Alors que les budgets consacrés à la Défense en Europe tendent à se réduire, les États-Unis expriment leurs doutes que les Européens réunissent les fonds nécessaires à la constitution d'un corps armé permanent de 60 000 hommes (soit environ 200 000 si on tient compte des rotations de personnels) et du soutien logistique nécessaire à l'entretien d'une telle force (l'Eurocorps reste encore inachevé en tant que force européenne autonome dotée de tous ses moyens logistiques et de commandement, et ses effectifs ne sont pas permanents, car fréquemment réaffectés à d'autres missions d'intérêt national ; toutefois c'est une ressource intéressante qui a déjà été utilisée dans le cadre de l'IESD et de missions en Europe concertées avec l'OTAN et l'Union européenne) ;
- l'IESD inclut des missions du spectre le plus faible de l'action militaire, comme le maintien de la paix et l'action humanitaire, mais ce seul volet ne suffit pas car des crises en Europe (comme celles du Kosovo) ont requis bien plus que la seule assistance humanitaire et ont effectivement nécessité des opérations de combat sur zone en situation de guerre ; or l'OTAN craint que cela amène à définir une Alliance à deux vitesses, dans laquelle seuls les États-Unis et une poignée d'alliés européens seraient capables de mener l'action militaire et assumer les risques associés, les autres se contentant des missions du spectre le plus bas des interventions et en évitant toute implication dans la gestion des crises. Ne pas impliquer tous les alliés dans toutes les missions ne renforcerait pas l'Alliance mais la fragiliserait ;
- la création de l'IESD ne devait pas conduire à dupliquer les facilités mises en œuvre. Les Européens pourraient effectivement développer des capacités autonomes leur permettant d'agir sans le soutien des États-Unis ; cependant le déclin des budgets européens consacrés à la Défense, et l'adhésion à l'Union de nouveaux pays européens qui doivent mobiliser des moyens importants pour parvenir aux objectifs très ambitieux de convergence économique, rend pour l'instant illusoire la mise en œuvre d'une capacité européenne entièrement autonome et efficace d'intervention sans le soutien actif des États-Unis, qui souhaitent en contrepartie conserver une influence sur la façon dont les moyens seront utilisés ;
- enfin la mise en œuvre de l'IESD ne devrait pas entrer en compétition avec celles de l'initiative commune de défense (au niveau européen). Les gouvernements européens pourraient être tentés de simplement utiliser les forces existantes en les affectant à l'IESD, sans effectivement créer les moyens supplémentaires nécessaires, d'autant plus qu'ils trouveront plus facile d'obtenir un soutien du public pour des investissements faits avec des entreprises de l'Union européenne au lieu de ceux faits avec des entreprises engagés avec l'OTAN, en tenant compte de la nécessité de ne pas dupliquer non plus les facilités dans le cadre de l'IESD.

Un autre problème vient des États-Unis eux-mêmes, dont le Sénat souhaiterait voir les Européens s'occuper de la sécurité européenne et uniquement là (tandis que les États-Unis s'en retireraient), et les États-Unis iraient s'occuper de maintenir la sécurité ailleurs. Cette vision de gendarme du monde n'est pas politiquement acceptable dans cette autre partie du monde placée alors sous tutelle unique, et conduirait à renforcer les tensions, tout en affaiblissant les liens et intérêts communs très forts existant entre les États-Unis et l'Europe. Le but est plutôt de maintenir une sécurité multipolaire en réduisant les dépendances afin de mieux s'adapter et réagir en situation de crise, là où justement il est difficile de mobiliser tout le monde et parvenir à une décision rapide limitant les dégâts.
Cependant, les Européens craignent avec raison qu'il y ait des circonstances pour lesquelles les États-Unis ne souhaitent pas du tout intervenir, et de même les États-Unis craignent que certains pays européens ne souhaitent pas s'associer à certaines opérations (notamment la France qui dispose d'une clause exclusive lui permettant de ne pas être associée à l'OTAN quand elle ne le souhaite pas, et ne pas même financer ces opérations). Le risque est alors une fragmentation des efforts de défense de l'OTAN comme ceux de l'Union européenne, et donc de ne pas résoudre les six grosses difficultés évoquées ci-dessus. Dans une telle situation, l'OTAN resterait figée dans la situation d'avant la fin de la guerre froide, et serait incapable de s'adapter à l'évolution considérable des enjeux stratégiques mondiaux en matière de défense et de sécurité.
Aussi l'IESD vise à impliquer davantage les Européens pour qu'ils prennent plus de responsabilités dans la sécurité en Europe, mais aussi hors de ses frontières, et partager équitablement les coûts et les risques (en fonction de leurs moyens), pour profiter des mêmes droits à l'assistance. Cette coopération ne peut pas être que budgétaire, elle implique une responsabilité politique, et l'adhésion à l'ensemble des programmes, sans créer une élite plaçant les autres membres de l'Alliance sous tutelle ; cependant ils doivent s'entendre à l'avance sur la façon de réagir et accepter des décisions rapides : les rôles de décision doivent être répartis sur la base de la confiance, la réciprocité, le partage et la solidarité.

## Mise en place de la concertation entre l'Union européenne et l'OTAN
Or une base commune significative existait déjà dans le cadre de l'OTAN. Mais même si les États-Unis ne souhaitaient pas intervenir directement dans ces conflits (pour des raisons tant politiques sur le plan intérieur et extérieur, que budgétaire et d'efficacité stratégique), ils étaient prêts à apporter leur concours pour la préservation d'objectifs communs, en mettant à disposition de l'Union européenne la partie des moyens de l'OTAN déjà mise en place par ses membres européens. En effet, au lendemain de la Guerre froide, il ne subsistait alors plus qu'une seule grande puissance militaire active, seule érigée alors en position très mal considérée de « gendarme du monde » avec les nombreuses responsabilités que cela implique.
Ce pilier de défense commune a d'abord été accepté sur son principe en janvier 1994, par le Conseil de l'OTAN, qui a engagé ensuite des négociations entre ses membres pour définir les moyens (notamment techniques, logistiques et de renseignement, que de structures de commandement et de contrôle opérationnel) à mettre à disposition de ce pilier. Le développement d'un tel programme, permettait d'éviter aussi l'unipolarisation des responsabilités — au moins tant que de nouveaux pôles de puissance régionale ne se développeraient pas ailleurs pour avoir une influence certaine capable de mettre un terme à des conflits (comme aujourd'hui avec le retour de la puissance russe au moins sur le plan économique, l'émergence de la puissance chinoise, et celle annoncée d'un petits groupe de pays pétroliers au Moyen-Orient eux aussi engagés dans d'importants programmes de défense mais seulement freinés par leur engagement dans de nombreux conflits régionaux).
La seule alternative aux actions régionales concertées aurait été l'action internationale dans le cadre de l'ONU, mais elle est depuis longtemps en situation de blocage dans la gestion de la plupart des conflits modernes ou émergents (tant en matière de décision que de gestion opérationnelle et d'application des résolutions qui parviennent à être approuvées) et ses graves difficultés budgétaires font qu'elle ne dispose pas elle-même des moyens nécessaires à ses interventions : la voie de l'ONU n'est cependant pas exclue pour la gestion politique des crises mais elle est souvent reconnue comme insuffisante ou inefficace pour prévenir ou contenir les crises, son rôle se limitant trop souvent à entériner les situations établies et établir les bases d'un nouveau droit applicable en fin de crise.
Ainsi il était prévu que, lors des opérations en situation de conflit, seules les forces européennes interviendraient sur le terrain, et les forces américaines n'interviendraient de façon plus limitée que dans l'espace aérien, depuis ses bases aéronavales en Europe et sa flotte de surveillance présente notamment en Méditerranée et l'Atlantique Nord (ou proche de l'Europe au Moyen-Orient et dans l'Océan Indien). De plus, le commandement coordonnant les opérations serait confié à des européens et non américains, mais les États-Unis seraient alors en retour autorisés à utiliser les espaces aériens européens, et l'accès aux bases aériennes des pays membres serait facilité.
L'ensemble du schéma doit permettre en effet aux États-Unis de réaliser de substantielles économies sur le théâtre européen, qu'ils considèrent maintenant comme n'étant plus menacé directement par une grande puissance contre laquelle l'Europe ne pourrait pas se défendre seule, et souhaite aussi impliquer les Européens davantage dans la gestion de leur propre sécurité, pour laquelle ils considèrent (souvent avec raison) qu'ils n'y consacrent pas assez de moyens y compris au sein de l'OTAN (hormis quelques pays qui parviennent à maintenir les objectifs fixés en matière de moyens et de budget, notamment seulement trois d'entre eux : le Royaume-Uni, la France et la Turquie).
Les réalités stratégiques ont également considérablement changé, car les nouveaux conflits ne sont la plupart du temps pas à l'origine d'États bien définis, mais de groupes informels souvent clandestins (voire terroristes, y compris au sein même des pays européens), avec lesquels les négociations sont très difficiles, fort coûteuses à régler, et nécessitent des moyens encore plus importants en matière de renseignement et prévention des risques sécuritaires, et de logistique dans le cadre de plus nombreuses opérations limitées sur le terrain.

## Concrétisation du projet de partenariat
En juin 1996, les bases de ce pilier ont été posées et concrétisées par l'adoption d'un calendrier-programme, une estimation du chiffrage budgétaire nécessaire et la rédaction d'objectifs communs lors du Conseil de l'OTAN. Ce calendrier-programme et la coopération entre l'Union et l'OTAN a finalement permis à l'Union européenne de concrétiser aussi sa propre participation, car elle s'est enfin elle-même dotée de structures permanentes, tant dans les domaines politique que budgétaire et militaire, destinées à assurer la gestion des crises sur le plan stratégique et la supervision politique par ses institutions et celles de ses pays membres, dans le cadre de la définition de sa Politique européenne de sécurité et de défense (PESC).
La coopération entre l'Union européenne et l'OTAN s'est faite dans le cadre des accords dits de « Berlin plus », pour aboutir en décembre 2002 à la signature d'un « accord de partenariat stratégique » ainsi nommé « Identité européenne de sécurité et de défense »,.
Ce partenariat devrait continuer à évoluer, notamment grâce à l'extension en cours de la PESC au niveau européen, prévue par le récent traité européen de Lisbonne (en cours de ratification) et désignée désormais comme partie intégrante de la « Politique étrangère et de sécurité commune ». Ce traité prévoit aussi une « clause de solidarité » qui appelle l'Union et ses États membres à coopérer et agir conjointement si un État membre fait l'objet d'une attaque terroriste, et donc à étendre leur collaboration en matière de défense, de sécurité et de gestion des crises (que ce soit dans l'OTAN ou par le PPP, ou l'inclusion éventuelle de ces nouveaux objectifs également dans le champ d'application du partenariat UE-OTAN, qui permet aussi à l'OTAN d'y consacrer des moyens communs ou apporter son aide).

## Sources

## Compléments